# Шосе Каїр — Кейптаун
Шосе Каїр-Кейптаун — транс-африканське шосе  є ланкою трансконтинентальної мережі доріг, що розробляється Економічною комісією ООН для Африки (ЕКА), Африканським банком розвитку (АБР) і Африканським союзом. Траса довжиною 10,228 км, була вперше запропонована в кінці 19 століття.

## Маршрут
Маршрут проходить через Єгипет, Судан, Ефіопію, Кенію, Танзанію, Замбію, Зімбабве, Ботсвану та Південну Африку. В документах зустрічається також назва шосе Каїр-Габороне або шосе Каїр-Преторія.
У південній половині маршруту шосе Каїр-Кейптаун є повним, північна половина вимагає будівництва в північному Судані, перехід на єгипетсько-суданському кордоні, по дорозі, було заборонено протягом декілька років, єдиним транспортним засобом сполучення через озеро Насера. Також умовно можна назвати існування шосе у північно-західній частині Ефіопії, північній Кенії і центральній Танзанії.
Існує пропозиція прокласти шосе замість ділянки тереном Ефіопії — через кордон Судан-Кенія, за прямим маршрутом Найробі-Хартум.
В Замбії ділянку шосе Іринга — Капірі Мпоші називають Велика Північна дорога. Це єдина траса з твердим покриттям зв'язуюча Східну Африку з Південної Африкою. Ця траса найбільш часто використовуються з будь-яких міжрегіональних доріг на континенті.
За винятком ділянки що проходить через Ефіопію і не проходять через Йоганнесбург і Хараре (раніше Солсбері), шосе Каїр—Кейптаун приблизно збігається з пропозиціями Дороги Кейптаун—Каїр початку 20 століття запропонованої Британською імперією.